# 최록
최록(崔祿, 1325년 ~ 1362년?)은 고려 말기의 무신이다.

## 생애
본관은 통천(通川)이며, 고려 충숙왕 12년(1325년)에 태어났다. 초명은 치연(致淵)이다. 아들은 고려말과 조선초에 왜적의 토벌에 명성을 떨친 명장 최운해이고, 손자로는 세종조에 대마도를 정벌하고 4군을 개척하고 좌의정을 지낸 최윤덕이 있다.
고려조에 무과에 급제하여 벼슬은 좌우위 중랑장을 거쳐 충숙왕 때는 호군이었다. 공민왕 때 장군을 호군으로 고쳐 불렀는데, 통천 최씨 족보에는 상호군으로 기록하고 있는데, 후대의 벼슬인 상호군을 잘못 기록한 것으로 여겨진다.
1354년(공민왕 2년)에 원나라가 중국 산동 지역의 장사성이 일으킨 반란을 진압키 위해 고려에 조정군(助征軍)을 요청해와 유탁, 염제신, 최영등과 병력 2천 명으로 원나라에 출병하였다. 1355년(공민왕 3년) 원나라에서 돌아오자 고우의 전투에서 장사성을 토벌한 전공으로 공민왕에게 “국가의 공록이 헛되지 않았다.”하여 록(祿)이란 이름을 하사받았다. 이후 고려가 여러 번의 내우외환을 겪으면서 통천 최씨 족보에는 벼슬은 상호군, 태원병마절도사, 중서성문하평장사를 역임하였다고 기록하고 있다. 그 이외의 기록에서도 대장군을 지냈다는 기록이 있다.
홍건적이 고려를 침범해 왔을 때 참전하여 전공을 세웠다. 1359년 1차 홍건적 침입때 홍건적을 물리친 공훈으로 대의공신의 호를 받았다. 이어 1361년 2차 홍건적 침입시 홍건적을 물리치는데 공을 세웠으나 참전 중에 부상으로 사망하였다.
한편 통천최씨 구 족보에는 81세까지 생존해 있었다고 기록하였다. 그러나 고려 후기의 혼란스러운 국내 상황에서 왕에게 이름까지 하사받은 군인의 행적이 이후의 기록에서 뱔견되지 않는 것을 보면, 족보의 기록과는 다르게 홍건적의 2차 침입시 사망한 것으로 보인다. 《고려사》에 아들 최운해가 음서로 등용된 시기가 홍건적이 침입한 지 5년 만인데, 아버지인 “최록”의 전공을 기려 등용하였다고 기록하였는데, “기리다.”는 용어가 사망자에게 쓰이는 용어인데다, 아들의 배위인 창원 이씨가 1382년 산병으로 사망할 때 군무 때문에 아들인 최윤덕을 돌보지 못하고 천민 양수척에 의탁시켰다고 기록하고 있다. 구 족보기록에 따른다면, 당연히 조부인 최록이 등장했을 텐데 이런 기록이 어디에도 없다.
사후에 통천 벽계의 창열사(彰烈祠)에 배향되었다.

## 최종 벼슬에 대한 기록
오른 벼슬에 대해서는 여러 가지 기록이 있다. 조선시대의 기록들을 보면 최종 직급이 아닌 중요한 사건이 있을 때의 벼슬을 기준으로 한 경우가 많아 정확한 최종벼슬과 품계를 단정하기 힘들다. 또한 계속적인 직제의 개편이 있으면서 정확한 직급을 기록하기 힘들었을 것으로 보인다.
공식 기록이라 할 수 있는 《고려사》,《고려사절요》의 최운해열전 기록과 《조선왕조실록》의 《태종실록》의 최운해 장군의 졸기에는 공민왕이 아들 최운해를 아비인 호군 최록의 전공을 기억하여 벼슬길에 오르게 하였다고 기록하였다. 호군은 고려시대의 장군을 조선시대에 고쳐 부른 것으로 정4품의 벼슬이다.
임진왜란 이전 이황의 문인인 권문해가 지은 백과사전 형식의 《대동운부군옥》에는 통천 최씨를 “고려말 대장군을 지낸 최록의 후예다.”라고 기록하고 있다.
또한 조금 앞선 시기에 생존했던 조식이 쓴 통천 최씨 외조모 비문에도, 정렬공 최윤덕의 상대를 최록으로 벼슬을 대장군으로 기록하고 있다. 고려시대의 대장군은 조선시대 대호군으로 고쳐 부르기도 했으며, 종3품으로 야전사령관 최고직책인 정3품의 상장군 다음이다.
통천 최씨 족보에는 충숙왕 때 상호군에 올랐다는 기록이 있는데, 공민왕이 아들인 최운해를 등용한 기록에서 장사성 출병 당시에 호군이었다. 후대에서 기록하면서 이후 벼슬인 상호군을 오기한 것으로 생각된다. 고려시대의 상장군 역시 조선시대에는 상호군으로 고쳐 불렀다.
기록들을 바탕으로 최종 벼슬을 유추해 본다면, 고우의 전투에 참가한 후 전공으로 대장군의 위치에 올랐고, 이후 홍건적의 1차 침입에서 외적을 격퇴하여 벼슬이 태원병마절도사로 진급하였고, 2차 침입시 상호군으로 참전하여 전사하면서 이후 전공을 기려 벼슬이 추증되어 중서성문하평장사에 오른 것으로 보인다.

## 가계
- 고조 :최탁(호부상서,상장군-인종)
- 부 : 최만
- 본인 : 최록
- 배위 : 평창이씨(부 추밀원부사 이홍적)
- 제 : 최비(고려말 대장군)
- 자 : 최운해
- 손 : 최윤덕, 최윤복, 최윤온,최윤례

## 같이 보기
관련 인물
- 공민왕
- 최영
- 이방실
- 유탁
- 염제신

관련 사건
- 홍건적
- 고우의전투